# Jan V Paleolog
Jan V Paleolog (gr. Ιωάννης Ε' Παλαιολόγος, Iōannēs V Palaiologos) (ur. 18 czerwca 1332, zm. 16 lutego 1391) – cesarz Bizancjum 1341–1391 (z przerwami) z dynastii Paleologów, syn cesarza Andronika III i Anny Sabaudzkiej.

## Życiorys
W młodości był świadkiem walki o władzę między swoją matką – regentką, cesarzową Anną – a zausznikiem ojca, Janem Kantakuzenem. Po śmierci Andronika III (w czerwcu 1341) Anna kazała uwięzić Kantakuzena i jego zwolenników, ale sam Kantakuzen zbiegł i przez przeciwników regentki został obwołany cesarzem, jako Jan VI. Wtedy rozpoczął się okres dwuwładzy. Mimo formalnych współrządów w państwie trwał stan ukrytej wojny domowej. Kryzys cesarstwa pogłębiały najazdy Turków, Bułgarów, Serbów i łacinników zamieszkujących feudalne państewka na terenie dzisiejszej Grecji.
Jan V i jego matka cieszyli się poparciem patriarchy Konstantynopola oraz niższych warstw społecznych. Możnowładztwo stanęło po stronie Kantakuzena. Po 6 latach wspólnego rządzenia doszło do eskalacji konfliktu i Jan V utracił władzę na lata 1347-1355. Otóż na przełomie lat 1346 i 1347 Kantakuzen zdobył przewagę militarną oraz finansową. W lutym wkroczył do Konstantynopola i 13 maja został koronowany na cesarza, detronizując Jana V.
Wówczas Anna zawarła ugodę z Kantakuzenem, a Jan V został ożeniony z córką Kantakuzena – Heleną Kantakuzen. Jan V miał wówczas 15 lat. Do wybuchu kolejnego konfliktu doszło, gdy Jan V osiągnął pełnoletniość. Kantakuzen z pomocą Turków pokonał młodego cesarza, który został wysłany do Tesaloniki, a potem do Tracji. W 1352 Jan V wszczął bunt przeciwko Janowi VI, ale został zesłany na wyspę Tenedos. W marcu rok później znowu wystąpił przeciwko Kantakuzenowi i jego synowi Mateuszowi (który został przez Jana VI ogłoszony współczesarzem), ale ponownie bezskutecznie. Mając 22 lata podjął kolejną próbę obalenia Jana VI tym razem udaną. 29 listopada 1354 roku wraz z dwutysięcznym oddziałem i wspomagany przez Genueńczyków przybył do Konstantynopola. Jan VI 9 grudnia abdykował. Joanna Sabaudzka doczekała upadku Kantakuzena, zmarła 6 lat później w 1360 roku.
Od tego momentu zaczyna się okres samodzielnych rządów Jana V. Przez ten czas starał się pozyskać pomoc z Zachodu przeciwko Turkom osmańskim. Jednak jego panowanie charakteryzowało się coraz większym rozpadem imperium. Przyczyniła się do tego najpierw opisana wyżej wojna domowa z Kantakuzenami: Janem VI oraz jego synem Mateuszem Kantakuzenem; a potem rewolta jego syna Andronika IV i wreszcie najazdy Turków. Nie dbano o gospodarkę Cesarstwa i korzystano z obcych, najemnych armii, co gorsza tureckich. Oddano Genueńczykom wyspy Chios i Lesbos.
W 1359 Osmanowie próbowali zdobyć Konstantynopol. Potem przeszli przez Bosfor i zajęli Adrianopol, który przemianowali na Edirne i tam ustanowili swoją nową stolicę. W 1362 roku, po klęsce w bitwie pod Adrianopolem, Jan V uzależnił się od Ottomanów. Udał się w podróż po Europie, ale bezskutecznie. Wracając został zatrzymany w Wenecji przez wierzycieli. Wystąpił o pomoc do swoich synów: Andronika i Manuela. Andronik odmówił wykupienia ojca z rąk wierzycieli, a zrobił to młodszy Manuel. Dlatego też Jan V po powrocie do kraju pozbawił Andronika tronu i wyznaczył na następcę Manuela.
W 1373 roku Andronik zmówił się z synem sułtana Murada i obaj wystąpili przeciwko swoim ojcom. Obaj przegrali – syn sułtana został oślepiony zabity, a sułtan zażądał, aby Jan V uczynił to samo wobec Andronika. Jan V pozostawił Andronika przy życiu, ale kazał pozbawić go częściowo wzroku. W 1376 Andronik ponownie zwrócił się przeciwko ojcu, uwięziwszy go wraz ze swoim bratem Manuelem. Obaj jednak uciekli i poprosili o pomoc sułtana. W 1379 roku Jan V powrócił na tron po wygraniu wojny domowej i walk ulicznych w Konstantynopolu.
Pod koniec życia na kilka miesięcy został odsunięty od władzy tym razem przez swojego wnuka Jana VII Paleologa. Przywrócony został na tron przez swojego syna Manuela II.

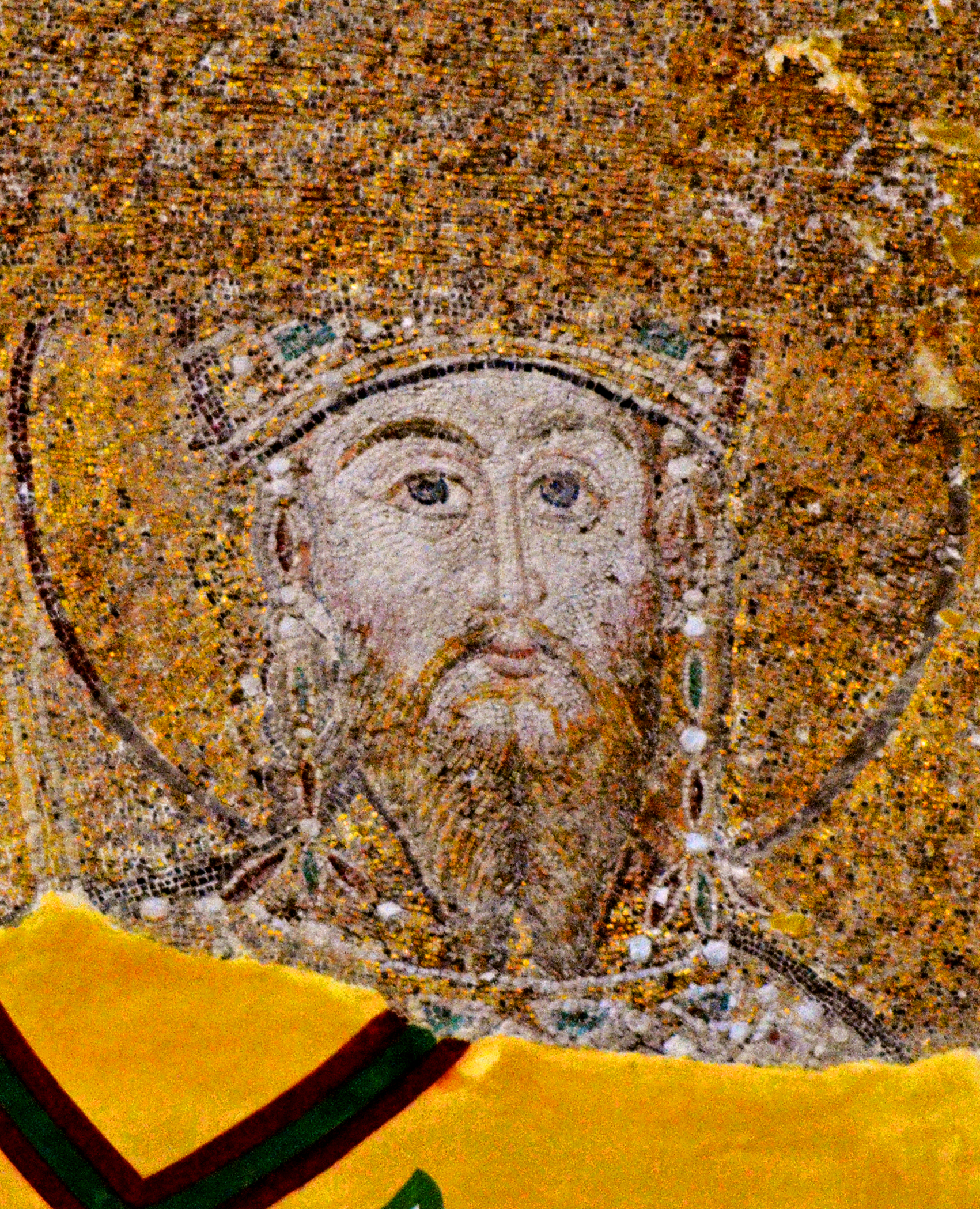
Odrestaurowana mozaika przedstawiająca Jana V Paleologa we wschodnim łuku Hagia Sophia.

Ożenił się z Heleną Kantakuzeną i miał z nią pięcioro dzieci:
- Andronika IV Paleologa
- Manuela II Paleologa
- Teodora I Paleologa – despotę Peloponezu
- Michała
- Irenę.